# 极品飞车：无间风云
《极品飞车：无间风云》是著名的竞速游戏《极品飞车系列》的第12代产品，由EA Black Box开发，2008年11月由美国艺电（EA）发售。涉及PlayStation 2、PlayStation 3、Xbox 360、Wii、Microsoft Windows、PSP、任天堂DS、黑莓Table OS、LG Web OS、苹果iOS、Windows Phone、塞班多个平台，EA称该游戏在八个平台上共销售520万份。《极品飞车：无间风云》也是在第六代游戏主机（PlayStation 2）上发行的最后一款极品飞车系列游戏。

## 地图
该作构建的海滨城市“三城湾”基于迈阿密开发，由棕榈港、新月港、黄金海岸山脉、日落溪谷组成。面积达到了175平方公里（PC/PS3/Xbox 360版本），由一条环形高速公路连接。

## 遊戲特色
《无间风云》的警察系统和《极品飞车：最高通缉》和《极品飞车：生死卡本谷》相似。若触发追捕模式会在屏幕下方出现追捕情况的条形，右半为蓝色（PS2和Wii版为绿色）表示“逃脱”，左半为红色，表示“被捕”，警车范围从基本的城市巡逻车到联邦跟踪车+警用重型SUV、直升机，但在《无间风云》中威脅度与警车等级并无关联，而是取决于车手级别。若所驾驶的车辆被捕三次，该车就会被扣留，但玩家不能像在《极品飞车：最高通缉》和《极品飞车：生死卡本谷》中将被扣留的车取回。
本作基于前作《极品飞车：街头狂飙》开发并沿袭了《极品飞车：街头狂飙》的车辆损伤机制。但在一般情况下车损效果只涉及外观，不过在“高速路对战”模式和生涯模式的部分任务中，车仍然可以彻底损毁。一般情况下毁损都会在每场比赛、追捕完成后自动修复）。
《无间风云》重新回归自由开放的游戏世界，玩家将扮演一名警方卧底，在警方与黑帮分子之间玩转无间，玩家通过参与任务、赢得比赛或警察追逐中展示优良驾驶技术推动游戏剧情发展，获得经验值并且提升“车手”等级，而这会解开后续任务，并且提升驾驶技术，《无间风云》也有T-Mobile的置入性行销。

## 剧情
EA在本作发行前数日公开了游戏剧情的部分细节。一段发布的视频展示玩家正在逃离三城湾警察局（Tri-City Bay Police Department，缩写为TCBPD）抓捕的场面，另一段则展示玩家得到Chase Linh侦探和Lt. Jack Keller的帮助，还有一段则是主角与一名由歌手、女演员Christina Milian扮演的Carmen Mendez交友。另外还公开了六名案犯角色的档案：
- Chau Wu，由Daniel D. Lee扮演
- Gregory "G-Mac" MacDonald（前三城湾警局卧底警察），由电视连续剧The Shield中的演员David Rees Snell扮演
- Rose Largo，由演员Heather Fox扮演
- Hector Maio，由《越狱》中的演员Kurt Caceres扮演
- Freddy "Nickel" Rogers，由演员Lawrence B. Adisa扮演
- Zack Maio由女演员Jessica Alba的兄弟Joshua Alba扮演

主角是一名警员，需要渗入并最终端掉一个包括非法街头赛车者和偷车贼的国际性犯罪走私团伙。玩家与警方的唯一联系是自己的上司-----Chase Linh（由Maggie Q扮演），后期为Lt. Jack M. Keller（由Paul Pape扮演）。经过一段时间后，主角开始成为最优秀的车手。
随着卧底工作的深入，主角陆续解决掉自己结交的“朋友们”，却无意中惹火了一个犯罪团伙的头目Chau Wu。Chau Wu让主角把他被偷的一辆车（这辆车有着Chau Wu无罪的证据）送还给他，Chau Wu认为窃贼是G-MAC（实际上是Hector和Zack Maio在不知道车主是谁的情况下偷走的），希望要回这台车。卡门害怕Chau Wu找她的麻烦，要玩家带走宝马M6（PS2和Wii版中是保时捷911 GT2），然而，Chau Wu发现他的车正在主角手里。他给主角打电话，把Chase Linh扣为人质，威胁将车送过来。
惟将车送回Chau Wu后，主角发现Chase Linh已经变节。Chase Linh随后用消音手枪杀死了Chau Wu和他的随从，并携带手头上Chau Wu的财物逃走，意图栽赃主角，主角因其而被警方追捕，之后Lt. Jack Keller要求警察停止对主角的追捕，而是抓捕Chase Linh，并最终将其抓获。随后，Later, Lt. Keller告诉玩家，卡门被证实没有参与任何违法行为，抓捕Chase Linh的证据就是Chau Wu的存有关于码头车辆和其他犯罪活动的PDA。最后一幕中，卡门希望主角将她送回她就读的大学。